# Radeweg bei Hasselfelde
Der Radeweg bei Hasselfelde ist ein FFH-Gebiet in der Stadt Oberharz am Brocken im Landkreis Harz in Sachsen-Anhalt.

## Allgemeines
Das FFH-Gebiet ist circa 192 Hektar groß. Es grenzt im Süden – unterbrochen von der Bundesstraße 81 – an das FFH-Gebiet „Bere und Mosebach südwestlich Stiege“. Ein knapp 19 Hektar großer Teil des FFH-Gebietes ist als Naturschutzgebiet „Radeweg“ ausgewiesen. Es überlagert sich mit dem Landschaftsschutzgebiet „Harz und nördliches Harzvorland“. Das FFH-Gebiet ist durch die Landesverordnung zur Unterschutzstellung der Natura 2000-Gebiete im Land Sachsen-Anhalt (N2000-LVO LSA) seit dem 21. Dezember 2018 rechtlich gesichert. Zuständige untere Naturschutzbehörde ist der Landkreis Harz.

## Beschreibung
Das FFH-Gebiet liegt südwestlich von Hasselfelde auf einer Hochfläche des Mittelharz innerhalb des Naturparks Harz/Sachsen-Anhalt. Es umfasst Wald- und Grünlandkomplexe. Die Wälder sind als Hainsimsen-Buchenwälder und entlang von Bächen als Erlen-Eschen-Auwäldern ausgebildet. Dominierende Baumart der Buchenwälder ist die Rotbuche. Dazu gesellen sich Stiel- und Traubeneiche, Vogelbeere und Fichte. In der Krautschicht siedeln Echter Ehrenpreis, Quirlweißwurz, Waldreitgras und seltener Wolliges Reitgras sowie Siebenstern, stellenweise auch Heidelbeere. Die Baumbestände im FFH-Gebiet sind teilweise weit über 100 Jahre alt.
In die Wälder sind teilweise Grünländer des Lebensraumtyps Berg-Mähwiese eingebettet, die zu einem großen Teil nicht mehr bewirtschaftet werden. Hier siedeln Arnika und Trollblume. In die brachgefallenen Wiesen wandern Schwarzerle, Hasel, Weide und Fichte ein.
Das Gebiet ist Lebensraum für Wildkatze und Luchs, Haselmaus und verschiedener Fledermäuse wie Großer Abendsegler, Große Bartfledermaus, Fransenfledermaus und Zwergfledermaus. Die Buchenwälder sind Lebensraum für Schwarzspecht und Hohltaube, die Wiesen sind Lebensraum des Skabiosenscheckenfalters.
Das Gebiet ist vollständig von weiteren Waldgesellschaften umgeben. Es wird im Osten von der Bundesstraße 81 gequert.